# Bulletin of the Korean Chemical Society
Bulletin of the Korean Chemical Society, üblicherweise abgekürzt als Bull. Korean Chem. Soc. ist eine wissenschaftliche Fachzeitschrift mit Peer Review, in dem Artikel über alle Bereiche der Chemie erscheinen. Im Archiv der Zeitschrift auf den Seiten von KCS Publishing, dem Verlag der Korean Chemical Society, sind die Jahrgänge bis Ende 2014 abrufbar, stehen allerdings nicht unter einer freien Lizenz (Bronze Open Access). Seit Anfang 2015 werden die Volltexte über die Wiley Online Library und damit nur noch über ein Subskriptionsmodell zugänglich gemacht (Toll Access oder Closed Access).